# 일리아스 카페지스
일리아스 G. 카페지스(그리스어: Ηλίας Γ. Καφετζής)는 그리스의 육상 선수이다. 그는 아테네에서 열린 1896년 하계 올림픽에 참가했다.
카페지스는 마라톤 종목에 출전한 17명의 선수 중 한 명이었다. 그는 경기 도중 포기한 7명의 선수 중 하나이기도 하다.